# Zračna luka Eastern WV
Zračna luka Eastern WV je regionalna zračna luka koja se nalazi kraj grada Martinsburga u američkoj saveznoj državi Zapadnoj Virginiji. Riječ je o zračnoj luci civilno-vojne namjene jer je unutar nje stacionirano 167. zračno krilo Nacionalne garde Zapadne Virginije. Ondje vojska ima zračnu bazu Shepherd Field.
2007. je izvršena obnova zračne luke a uključivala je uklanjanje druge piste, proširenje glavne piste i obnovu parkirnih mjesta za transportne zrakoplove C-5 Galaxy. Također, obnova je uključivala i izgradnju hangara za C-5 zrakoplove jer su postojeći hangari koje su koristili C-130 Hercules avioni bili neadekvatni zbog premale veličine.
167. zračno krilo je za gledatelje od 4. do 5. rujna 2010. priredilo air show na kojem su sudjelovali mnogi američki vojni akrobatski timovi a show je posjetilo 80.000 ljudi.
U razdoblju od kolovoza 2006. do kolovoza 2007. zračna luka je imala 52.750 letova, odnosno 144 leta dnevno. Od toga je 52% otpadalo na civilni transport, 47% na vojni a 1% na zračni taxi prijevoz.
Također, u tom razdoblju je zračna luka bila baza 81 zrakoplovu. Od njih su 69% bili jednomotorni, 16% višemotorni i 15% vojni zrakoplovi.

## Vanjske poveznice
- Službena web stranica zračne luke
- FAA.gov
- West Virginia Department of Transportation